# Nino Racco
Nino Racco (Bovalino, 1959) è un attore teatrale italiano.

## Biografia
Inizia la sua formazione come attore teatrale, negli anni ottanta a Roma. In quel periodo conobbe Jerzy Grotowski, incontro che risulterà decisivo per la sua carriera. Il suo primo spettacolo personale (1983), fu Canzoni di Bertolt Brecht, presso il Folk Studio di Roma.
Sul finire degli anni ottanta sposta la sua ricerca verso le radici della teatralità meridionale, ed in particolar modo sull'antica tradizione dei cantastorie siciliani. Dal 1989 metterà in scena diversi spettacoli su questo genere:
- Storia di Salvatore Giuliano[2] (1989).
- La Baronessa di Carini (1998).
- L'amore muore (2000)
- 'Ntricata storia di Peppe Musolino (2001).
- Il mondo dei cantastorie (2003).
- Meridion (2007).[1]

Nel 1990 si apre una parentesi registica nella sua storia teatrale. A Roma dirige il gruppo Novanta Teatro Movimento, il Piccolo Teatro Umano in Calabria, nel 1995 il Teatro Proskenion; ha collaborato con le sperimentazioni del Teatro della Ginestra, lavorando anche sul recupero della tradizione calabrese.
Negli anni più recenti (2004/05), mette in scena uno spettacolo di omaggio a Tenco, Ciao Amore Ciao. Si tratta di una lunga cantastoriata che ripercorre gli anni sessanta e settanta, dalla morte di Enrico Mattei, fino all'assassinio di Pier Paolo Pasolini e soprattutto al suicidio di Luigi Tenco.

## Opere
- Cantastorie, Round Robin Editrice 2009.

## Premi e riconoscimenti
- 2001 - Premio Pippo Fava.